# Akamatsu Ken
Lỗi biểu thức: Dư toán tử <
Akamatsu Ken (赤松 健 (Xích Tùng Kiện) sinh ngày 5 tháng 7 năm 1968) là một mangaka và chính trị gia người Nhật Bản. Ông là tác giả của một số manga nổi tiếng như Love Hina và Mahō Sensei Negima!. Năm 2022, ông đắc cử lần đầu tiên vào Tham Nghị viện.

## Sự nghiệp
Khi còn trẻ, Akamatsu đăng ký tham gia Film Study (có ý kiến suy đoán rằng nơi này khiến cho ông có ý tưởng cho tác phẩm Love Hina). Sau đó, Akamatsu trở thành một họa sĩ minh họa nổi tiếng ở Comiket (một hội nghị truyện tranh tổ chức 2 lần trong năm ở Nhật Bản). Ông dùng bút danh Mizuno Awa (水野 亜和 Thủy Dã Á Hòa). Sau đó Akamatsu giành được hai giải thưởng của tạp chí Weekly Shonen Magazine ngay khi ông còn là một sinh viên đại học (ông tốt nghiệp Cử nhân ngành Văn học Nhật Bản tại Đại học Chuo). Ngay sau khi tốt nghiệp, tác phẩm Hito Natsu no Kids Game lãnh giải thưởng Shōnen Magazine Freshman Award lần thứ 50 vào năm 1993.
Sau đó, Akamatsu tiếp tục đạt được thành công lớn với manga A.I. ga Tomaranai!. Tác phẩm này được nối tiếp bằng một loạt truyện còn thành công hơn nữa, Love Hina, một manga vô cùng nổi tiếng của ông. Xê-ri này được đăng trên tạp chí Weekly Shonen Magazine và sau đó được đóng thành 11 tập đơn hành bản (tổng cộng có 14 tập), với doanh số hơn 6 triệu bản bán ra ở Nhật Bản. Love Hina sau đó đã lãnh Giải thưởng Manga Kodansha dành cho thể loại shōnen (2001). Tác phẩm này chứa đựng rất nhiều chất liệu lấy ngay từ kinh nghiệm sống của tác giả Akamatsu, đồng thời nó cũng mang lại dư vị đặc biệt cho các độc giả, nhất là các độc giả phương Tây vốn chưa quen với văn hóa Nhật Bản, vốn được thể hiện đậm nét trong tác phẩm. Xê-ri Love Hina được phát hành tại Hoa Kỳ vào năm 2002 và sau đó đã nhận được nhiều lời khen ngợi từ độc giả Mỹ cũng như độc giả trên nhiều quốc gia khác. Bản thân Akamatsu cũng ngạc nhiên khi nhận thấy độc giả ngoại quốc nhận xét Love Hina rất "dễ thương" và tỏ ra yêu thích tác phẩm.
Tác phẩm hiện tại của Akamatsu Ken là xê-ri Mahō Sensei Negima!, còn được biết tới với cái tên tiếng Anh Magister Teacher Negi! loạt manga kéo dài nhất của tác giả. Bên cạnh Mahō Sensei Negima!, Akamatsu cũng là người hướng dẫn và cố vấn cho việc sáng tác manga Negima!?, một tác phẩm có cùng hệ thống nhân vật nhưng cốt truyện khác hẳn. Giống như Love Hina, cả hai tác phẩm Negima cũng đã được chuyển thể thành anime. Loạt anime đầu tiên do công ty XEBEC sản xuất, và loạt anime của tác phẩm Negima!? do hãng Shaft đảm nhiệm. Công ty Shaft cũng là nhà sản xuất của hai tập OVA Xuân và Hè của Mahō Sensei Negima! một bộ OAD 3 tập mang tên Mahō Sensei Negima! ~Shiroki Tsubasa Ala Alba~. Hiện họ đang bắt tay vào thực hiện bộ OAD Mahō Sensei Negima! Mo Hitotsu no Sekai.
Bên cạnh việc sáng tác các manga Negima, Akamatsu cũng tham gia cộng tác với đoàn làm phim truyền hình Negima!!.

## Hoạt động chính trị

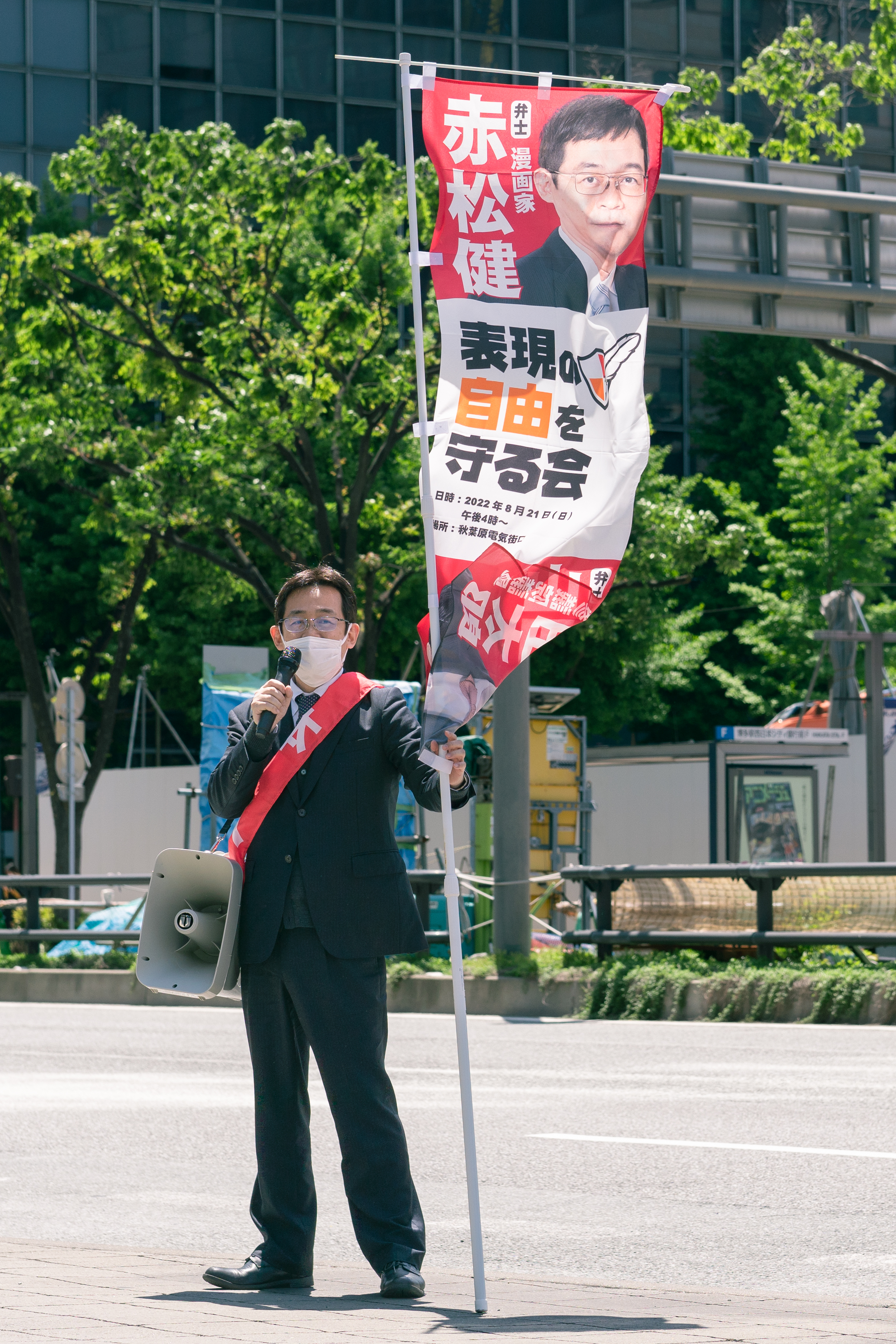
Akamatsu vận động tranh cử tại Ga Hakata, Fukuoka, tháng 4 năm 2022

Tháng 12 năm 2021, Akamatsu tuyên bố ra tranh cử chức Nghị viên Tham Nghị viện với tư cách là Đảng viên Đảng Dân chủ Tự do. Ông tuyên bố rằng mục tiêu chính của mình là bảo vệ quyền tự do sáng tạo trong ngôn luận và trong chiến dịch tranh cử đã chỉ trích "áp lực bên ngoài" (cả trong và ngoài nước) để điều chỉnh "quyền tự do ngôn luận, đặc biệt là đối với manga, anime và trò chơi" của Nhật Bản, đồng thời giải thích rằng các quy định như vậy cần phải được "tiếp cận một cách hợp lý".  Vào ngày 10 tháng 7 năm 2022, Akamatsu đã giành được một ghế sau khi vận động trực tiếp tại tất cả 47 tỉnh, trở thành tác giả manga đầu tiên là Nghị sĩ Quốc hội trong lịch sử Nhật Bản.  Một sáng kiến ban đầu của ông là một lực lượng đặc nhiệm về khuôn khổ pháp lý được đề xuất để bảo tồn các trò chơi điện tử Nhật Bản trong quá khứ và hiện tại ở trạng thái có thể chơi được.

## Cá nhân
Ông kết hôn với Akamatsu 'Kanon', một cựu ca sĩ kiêm người mẫu. Hai người có 2 người con gái.

## Các tác phẩm

### Manga
- Itsudatte My Santa!
- A.I. ga Tomaranai!
- Love Hina
- Mahō Sensei Negima!
- Hito Natsu no Kids Game
- Rikujō Bōetai Mao-chan

### Anime
- Love Hina
- Mahō Sensei Negima!
- Rikujō Bōetai Mao-chan (đảm nhiệm phần cốt truyện và thiết kế nhân vật)
- Itsudatte My Santa!